# 米尔恰·达维德
米尔恰·达维德（羅馬尼亞語：Mircea David，1914年10月16日—1993年10月12日），罗马尼亚男子足球运动员，司职守门员。他曾代表罗马尼亚国家队参加1938年国际足联世界杯，结果队伍止步十六强。